# Brattingsborgspenningar
Brattingsborgspenning var en under 1700-talet allmänt gängse benämning på några i Kristianstadstraktens kritbildningar, särskilt på Ivö och vid Ignaberga rikligt förekommande skal av arter tillhörande släktet Crania bland armfotingarna, vilka genom sin plattade, rundade form påminner om ett mynt och genom muskelintrycken ser ut att avbilda en dödskalle.
Fossilen beskrevs redan 1729 av Magnus Bromelius och 1732 av Kilian Stobæus.